# The Hurt Business (lucha libre)
The Hurt Syndicate, anteriormente The Hurt Business es un stable de lucha libre profesional que se encuentra en la empresa de lucha libre profesional All Elite Wrestling, donde son los actuales Campeones mundiales en parejas de la AEW en su primer reinado, previamente se mantuvo en la WWE, más específicamente la marca Raw.
El grupo esta dirigido por Montel Vontavious Porter (MVP) y está formado por Bobby Lashley y Shelton Benjamin.
Las raíces del stable se remontan a Total Nonstop Action Wrestling (TNA) de 2014 a 2015 cuando MVP lideró un grupo llamado The Beat Down Clan (BDC), que incluía a Lashley, Kenny King, Low Ki, Samoa Joe, Homicide y Hernández. Durante ese tiempo, Lashley capturó el Campeonato Mundial Peso Pesado de TNA dos veces.
En 2020, MVP regresó a la WWE y se reunió con Lashley, y luego traería a Benjamin y Alexander para recrear el BDC, bajo el nombre de The Hurt Business.

## Historia

### Total Nonstop Action Wrestling (2014-2015)

#### Formación

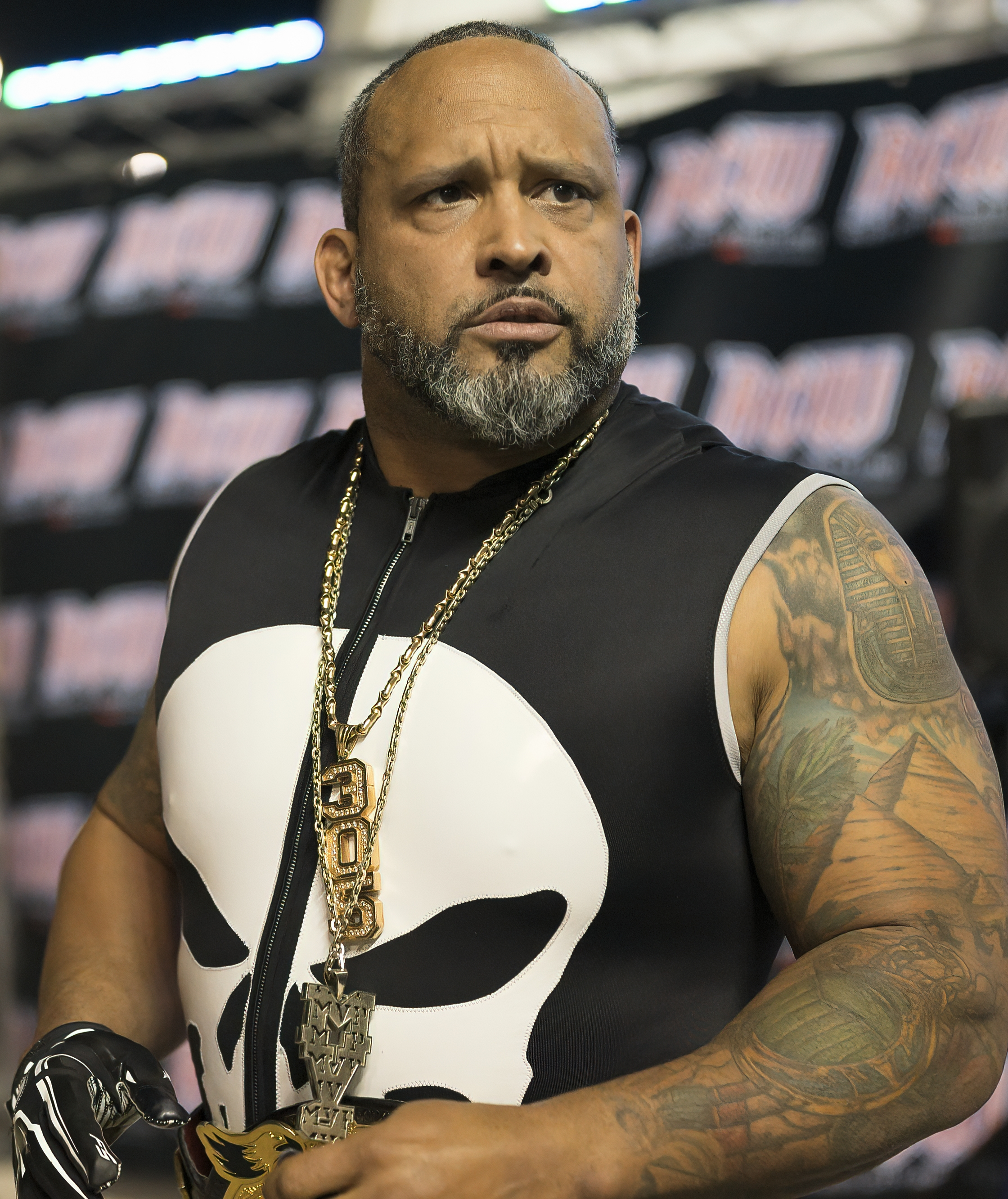
MVP, líder del stable.

El 9 de marzo de 2014, en Lockdown, MVP obtuvo el control total de las operaciones de Total Nonstop Action Wrestling cuando su equipo derrotó a Team Dixie. En la edición del 8 de mayo de Impact Wrestling, después de decirle al Campeón Mundial Peso Pesado de TNA, Eric Young, lo «orgulloso» que estaba de él, MVP cambió a heel cuando atacó a Young y se anunció como el contendiente número uno al campeonato en Slammiversary XII. En el episodio del 15 de mayo de Impact Wrestling, Bobby Lashley hizo su regreso, aparentemente para ayudar a Eric Young y defenderse de los ataques de MVP y Kenny King, pero en su lugar traicionó y golpeó a Young con un Spear, aliándose con MVP y King. Luego, el grupo pasó el mes siguiente en un feudo con Young por el título. Sin embargo, TNA anunció el viernes antes de Slammiversary que, debido a un desgarro de menisco, MVP fue declarado médicamente no apto para competir, lo que lo eliminó del combate. Según Pro Wrestling Insider, el final planeado originalmente para el combate era que MVP ganara el campeonato.

#### Éxito
Lashley, ahora conocido oficialmente solo por su apellido, se ganó la oportunidad de alzarse con el título en Slammiversary en un combate que también involucró a Austin Aries, pero no pudo ganar después de que Young cubrió a Aries. En el episodio del 19 de junio de Impact Wrestling, MVP y King ayudaron a Lashley a ganar el Campeonato Mundial Peso Pesado de TNA frente a Young, pero despidieron a Earl Hebner en el proceso. En el episodio del 26 de junio de Impact Wrestling, MVP fue relevado de sus deberes como Director de Operaciones por el representante de la Junta Directiva de TNA mientras intentaba despedir a Bobby Roode, y se reveló que el reemplazo de MVP como Director de Operaciones era Kurt Angle. MVP luego comenzó a liderar el grupo como mánager en un feudo con Angle y otras caras prominentes en TNA, con ambas partes intercambiando victorias: mientras Lashley defendió su título con éxito contra luchadores como Eric Young, Jeff Hardy, Austin Aries, y Bobby Roode, King y MVP (una vez que este último sanó de su lesión) se encontraron sufriendo derrotas ante los mismos luchadores la mayoría de las veces. El 18 de septiembre de 2014, en las grabaciones de la edición del 29 de octubre de Impact Wrestling, Lashley perdió el Campeonato Mundial Peso Pesado ante Roode.
Lashley recuperó el campeonato el 7 de enero de 2015 con la ayuda de MVP y King, pero también de los nuevos miembros Samoa Joe y Low Ki, así como la traición a Roode por su amigo Eric Young. En las grabaciones de la noche siguiente del episodio del 16 de enero de Impact Wrestling, MVP presentó al grupo como su «familia» y los bautizó oficialmente como Beat Down Clan. Más tarde esa noche, Low Ki derrotó a Austin Aries para recuperar el Campeonato de la División X de TNA, que había perdido ante Aries la noche anterior, tras lo cual MVP intentó presentar a Lashley como la pieza central del Clan, así como un «miembro fundador» (estableciendo oficialmente el trío MVP-Lashley-King como la base del BDC como facción). Sin embargo, Lashley se negó a formar parte de este nuevo grupo y decidió irse, pero fue atacado por los otros miembros con MVP diciendo que el título pertenece al BDC. El 6 de febrero en Lockdown, Team Angle (Kurt Angle, Austin Aries, Lashley y Gunner) derrotaron a The BDC (MVP, Samoa Joe, Low Ki y Kenny King) en un Lethal Lockdown Match. El 17 de febrero de 2015, Samoa Joe anunció que se había abandonado Impact Wrestling, eliminándolo así del BDC (aunque ya que Impact Wrestling se transmite con un retraso de varias semanas, Samoa Joe todavía apareció hasta las transmisiones del 27 de febrero). En la edición del 20 de febrero de Impact Wrestling, MVP ganó un Gauntlet Match de 20 hombres para convertirse en el contendiente número uno por el Campeonato Mundial Peso Pesado de TNA de Lashley al eliminar por último a Kurt Angle con la interferencia de Kenny King y Low Ki. MVP no logró capturar el título la semana siguiente, con Lashley obteniendo la victoria y reteniendo el campeonato tras la interferencia del recién debutado Drew Galloway.
Low Ki perdió el Campeonato de la División X en la transmisión del 20 de marzo de Impact ante Rockstar Spud; este último cobró el contrato por un combate por el Campeonato de la X División que había ganado en Feast o Fired a principios de año. Sin embargo, el 15 de marzo en las grabaciones de la edición del 24 de abril de Impact Wrestling, Kenny King ganó un Ladder Match para llevar el Campeonato de la División X de regreso al BDC.
En la edición del 10 de abril de Impact, el BDC se enfrentó a The Rising (Galloway, Eli Drake y Micah) en una lucha de seis hombres. Durante el combate, Homicide interfirió en nombre del BDC, uniéndose así al stable en el proceso. El 11 de mayo de 2015, King perdió el Campeonato de la División X contra Spud. El 24 de junio de 2015, Hernández regresó a TNA, uniéndose a BDC en el proceso. Más tarde esa noche, en las grabaciones emitidas para el 1 de julio, el BDC derrotó a The Rising en un 4-on-3 handicap match, lo que obligó a The Rising a disolverse. Al día siguiente, Low Ki anunció que había abandonado la empresa.

#### Disolución
El 15 de julio de 2015, Hernández fue liberado de la compañía luego de una disputa legal entre Lucha Underground y TNA con respecto a su contrato, ya que Hernández aún estaba bajo contrato con Lucha Underground, mientras que TNA tenía la impresión de que ya no estaba activo en la compañía. Como resultado, TNA tuvo que desechar una cantidad significativa de material que ya había sido grabado con el BDC. MVP anunció su salida de la empresa dos días después. Kenny King, como el único miembro activo del BDC que quedaba, fue retirado de la televisión durante dos meses y finalmente partió a Ring of Honor en septiembre, mientras Homicide, que había estado lesionado cuando estalló la disputa de Hernández, fue liberado silenciosamente.

### Ring of Honor (2019)
Después de cuatro años, el 25 de enero de 2019, MVP apareció como el compañero de equipo misterioso de Kenny King en el show Road to G1 Supercard de Ring of Honor en Houston, Texas. A su vez, el dúo reformó The Beat Down Clan bajando al ring con las máscaras características del grupo. Pasarían a derrotar al equipo de Willie Mack y Colt Cabana avanzando en el torneo Tag Wars. MVP y King perdieron en las semifinales del torneo ante Brody King y PCO más tarde esa misma noche.

### WWE (2020-2022)
En el episodio del 11 de mayo de 2020 de Raw, MVP, quien había regresado a la WWE en enero de ese año, se alió con Bobby Lashley, quien había regresado a la compañía en 2018, y MVP prometió manejar a Lashley hacia un reinado con el Campeonato de la WWE. En Backlash, Lashley no pudo capturar el Campeonato de la WWE de manos de Drew McIntyre luego de una distracción de su esposa (en kayfabe) Lana. La noche siguiente en Raw, Lashley culpó a Lana por su derrota en Backlash y luego le pediría el divorcio, poniendo así fin a su storyline romántica y oficializando su alianza con MVP.
En el episodio del 22 de junio de Raw, Lashley atacó al Campeón de los Estados Unidos Apollo Crews y lo colocó en un full nelson después de que rechazase la oferta de MVP de unirse a ellos. Después de derrotar a Crews en un combate no titular, MVP dio a conocer un nuevo diseño del Campeonato de los Estados Unidos y se declaró a sí mismo como el «verdadero» Campeón de los Estados Unidos. Esto preparó una lucha entre Crews y MVP en The Horror Show at Extreme Rules; sin embargo, el día del evento Crews fue retirado del combate (la razón dada por la WWE siendo que no fue declarado médicamente apto para competir, mientras que medios como Forbes hicieron eco de especulaciones de que Crews supuestamente dio positivo a COVID-19), por lo que MVP ganó el combate por abandono, después de lo cual se declaró como el nuevo Campeón de los Estados Unidos; sin embargo, la WWE no declaró esto oficial y consideró que Crews seguía siendo el campeón. La noche siguiente en Raw, MVP y Lashley agregaron a Shelton Benjamin a su grupo después de que el dúo ayudara a Benjamin a capturar el Campeonato 24/7 de R-Truth, y el grupo se llamó formalmente «The Hurt Business». Crews regresó en el episodio del 3 de agosto de Raw y retuvo su título contra MVP, tomando el nuevo diseño del título en el proceso. Después de esto, The Hurt Business comenzó un feudo con los aliados de Crews, Ricochet y Cedric Alexander, con ambos grupos intercambiando victorias y ataques durante las siguientes semanas en Raw. Durante su tiempo en el stable, Benjamin ganó el Campeonato 24/7 en dos ocasiones más, ambas en el episodio del 17 de agosto de Raw. Mientras que MVP perdió otra lucha por el título contra Crews en SummerSlam, Lashley lo derrotaría en Payback para ganar el Campeonato de los Estados Unidos.
En el episodio del 7 de septiembre de Raw, durante una lucha por equipos de seis hombres entre Crews, Alexander y Ricochet contra The Hurt Business, Alexander traicionó a Crews y Ricochet, atacándolos y ayudando a The Hurt Business a ganar la lucha y posteriormente celebró con ellos, cambiando Alexander a heel y uniéndose al grupo como resultado.
En el episodio del 14 de septiembre de Raw, el grupo comenzó un feudo con Retribution con respecto a los motivos y acciones de este último grupo, y atacaron a este último durante el ataque del grupo a Drew McIntyre y Keith Lee al final del episodio. Luego, el 21 de septiembre, ambos grupos se enfrentaron una vez más.
En el Raw del 9 de noviembre, Alexander & Benjamin derrotaron a los Campeones en Parejas de Raw The New Day(Kofi Kingston & Xavier Woods) en un combate no titular, la siguiente semana en Raw, Alexander & Benjamin se enfrentaron a The New Day(Kofi Kingston & Xavier Woods) por los Campeonatos en Parejas de Raw, sin embargo perdieron. En el Kick-Off de Survivor Series, Alexander & Benjamin formando como parte de Team Raw participaron en la Dual Brand Battle Royal, eliminando a Angel Garza, sin embargo, Alexander fue eliminado por Ricochet pero Benjamin eliminó a Ricochet, sin embargo, Benjamin fue eliminado por Apollo Crews. En TLC: Tables, Ladders & Chairs, Alexander & Benjamin derrotaron a The New Day(Kofi Kingston & Xavier Woods) ganando los Campeonatos en Parejas de Raw por primera vez. En el Raw del 28 de diciembre, M.V.P, Lashley, Alexander & Benjamin derrotaron a Jeff Hardy, Riddle & The New Day(Kofi Kingston & Xavier Woods).
Comenzando el 2021, en el Raw Legends Night del 4 de enero, Alexander & Benjamin fueron derrotados por Lucha House Party(Gran Metalik & Lince Dorado) en un combate no titular, en el Raw del 18 de enero, Lashley, Alexander & Benjamin derrotaron a Riddle & Lucha House Party(Gran Metalik & Lince Dorado), la siguiente semana en Raw, M.V.P, Alexander & Benjamin se enfrentaron a Riddle en un Gauntlet Match, en el que sí Riddle ganaba, se convertiría en el contendiente #1 al Campeonato de los Estados Unidos de la WWE de Lashley, sin embargo, Benjamin fue el primer eliminado debido a una distracción accidental de Alexander, después M.V.P fue eliminado debido a que se distrajo calmando a Alexander & Benjamin, y por último Alexander fue eliminado, perdiendo el combate, tras el combate Lashley atacó a Riddle, la siguiente semana en Raw, Alexander & Benjamin derrotaron a Lucha House Party(Gran Metalik & Lince Dorado) y retuvieron los Campeonatos en Parejas de Raw, en el Raw del 15 de febrero,M.V.P, Alexander & Benjamin fueron derrotados por Riddle & Lucha House Party(Gran Metalik & Lince Dorado, después del combate Lashley atacó a Dorado y a Metalik, también a Riddle con un "Full Nelson", la siguiente semana en Raw, Alexander & Benjamin derrotaron a Lucha House Party(Gran Metalik & Lince Dorado) en un Tornado Tag Team Match sin sus títulos en juego, la siguiente semana en Raw, Alexander & Benjamin derrotaron a Adam Pearce & Braun Strowman) reteniendo los Campeonatos en Parejas de Raw, más tarde esa misma noche, Lashley ganó el Campeonato de la WWE.
En el episodio del 13 de septiembre de Raw, M.V.P quedó fuera de acción debido a una lesión por un período de tiempo indeterminado.
En el episodio del 27 de septiembre de Raw, Benjamin y Alexander ayudaron a Lashley a luchar contra The New Day y, en el proceso, reunieron a The Hurt Business. Durante las siguientes semanas, el stable funcionó por separado pero permanecieron juntos. El 10 de enero de 2022, The Hurt Business se disolvió nuevamente después de que Lashley confrontara a Alexander y a Benjamin y posteriormente fuera atacado por éstos.
Finalmente en el Main Event emitido el 11 de agosto, Cedric Alexander derrotó a Shelton Benjamin poniendo fin a su alianza.
En el Raw del 9 de enero, se insinuó un regreso de la facción, con la reconciliación de M.V.P y Lashley.

### AEW debut y posterior consecución de los campeones en parejas (2024-presente)
En septiembre del 2024, MVP debutó en All Elite Wrestling (AEW) en Dynamite: Grand Slam, mientras que Benjamin y Lashley debutaron en el quinto aniversario de Dynamite y Fright Night Dynamite el siguiente mes de octubre, reuniendo así al trío original y renombrando al grupo. a The Hurt Syndicate, siendo su primera pelea contra Swerve Strickland.
En enero de 2025, The Hurt Syndicate centró su atención en los campeones mundiales en parejas de AEW, Private Party (compuesto por Isiah Kassidy y Marq Quen).  En el episodio del 22 de enero de AEW Dynamite, Benjamin y Lashley derrotaron a Private Party para hacerse con los títulos en parejas de la AEW, por primera vez dentro de la empresa.

### Miembros
| Nombre           | Permanencia |
| ---------------- | --- |
| Kenny King       | 15 de mayo de 2014 - 15 de julio de 2015* 25 de enero de 2019                                                                          |
| Low Ki           | 7 de enero de 2015 - 2 de julio de 2015*                                                                                               |
| Samoa Joe        | 7 de enero de 2015 - 17 de febrero de 2015*                                                                                            |
| Homicide         | 10 de abril de 2015 - 15 de julio de 2015*                                                                                             |
| Hernández        | 24 de junio de 2015 - 15 de julio de 2015*                                                                                             |
| MVP (líder)      | 15 de mayo de 2014 - 15 de julio de 2015* 25 de enero de 2019 11 de mayo de 2020 - 10 de enero de 2022 2 de octubre de 2024 - presente |
| Bobby Lashley    | 15 de mayo de 2014 - 8 de enero de 2015* 11 de mayo de 2020 - 10 de enero de 2022 30 de octubre de 2024 - presente                     |
| Shelton Benjamin | 20 de julio de 2020 - 29 de marzo de 2021 27 de septiembre de 2021 - 8 de agosto de 2022 2 de octubre de 2024 - presente               |
| Cedric Alexander | 7 de septiembre de 2020 - 29 de marzo de 2021 27 de septiembre de 2021 - 8 de agosto de 2022                                           |
| MJF              | 21 de mayo de 2025-presente |

(*): indica el período en el que el grupo estuvo en TNA / Impact Wrestling bajo el nombre de Beat Down Clan.

## Campeonatos y logros
- All Elite Wrestling
  - AEW World Tag Team Championship (1 vez, actuales) - Bobby Lashley & Shelton Benjamin

- Total Nonstop Action Wrestling
  - TNA World Heavyweight Championship (2 veces) - Lashley
  - TNA X Division Championship (2 veces) - Ki (1) y King (1)

- WWE
  - WWE Championship (1 vez) - Bobby Lashley
  - WWE United States Championship (1 vez) - Bobby Lashley
  - Raw Tag Team Championship (1 vez) – Shelton Benjamin & Cedric Alexander
  - WWE 24/7 Championship  (5 veces) - Shelton Benjamin (3) y Cedric Alexander (2)
  - Slammy Award (1 vez)
    - Trash Talker of the Year (2020) ganó colectivamente - compartido con Lacey Evans